# Johann Nepomuk Vanotti

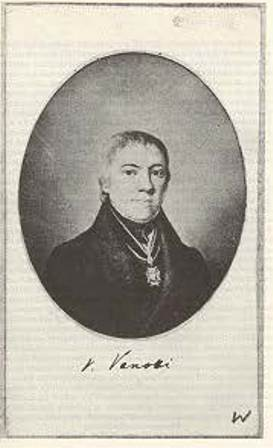
v. Vanotti (ca. 1830/40)

Johann Nepomuk Vanotti, ab 1838 von Vanotti, (* 28. Dezember 1777 in Freiburg im Breisgau; † 21. November 1847 in Rottenburg am Neckar) war ein deutscher Historiker und katholischer Theologe.

## Leben
Vanotti studierte an der Universität Freiburg Theologie, Philosophie und auch orientalische Sprachen. Dieses Studium konnte er erfolgreich abschließen und wurde am 19. April 1804 zum „Dr. theol.“ promoviert. Bereits am 6. April 1801 hatte er die Priesterweihe empfangen. Sofort im Anschluss an seine Promotion berief man Vanotti zum Pfarrherrn in Ehingen (Donau) und zugleich Verwalter des Dekanatsamtes. Dieses Amt hatte er bis 1828 inne. 
Vanotti war Mitglied der württembergischen Ständeversammlung und genoss hohe Wertschätzung beim württembergischen Königshaus. Eingegangen in die Geschichte der Stadt Ehingen ist Johann Nepomuk Vanotti als Theologe und Lehrer, insbesondere aber als Mitbegründer des Ehinger Gymnasiums, das im Jahr 1825 aus der ehemaligen Lateinschule entstanden ist. Im Oktober 2007 wurde die Schule nach ihm benannt und trägt nun den Namen Johann-Vanotti-Gymnasium Ehingen.
Einen Namen gemacht hat sich Johann Nepomuk Vanotti auch auf dem Gebiet der Heimatforschung. Von besonderem Wert für Ehingen ist sein Werk „Geschichte der Oberamtsstadt Ehingen“. Seine Vorliebe galt der Erforschung der Römerzeit in der Ehinger Gegend. Vanotti gilt als der Entdecker der Römerstraße südlich des Bussens, von Ennetach bis Rißtissen ist sie von ihm aufgefunden worden. In den auch heute noch von Wissenschaftlern hochgeschätzten Oberamtsbeschreibungen, insbesondere denen für die oberschwäbischen Oberämter, finden sich zahlreiche Beiträge von seiner Hand. Besondere Nennung verdient sein Werk: Geschichte der Grafen von Montfort und von Werdenberg.
Als dienstältester katholischer Dekan besaß Vanotti von 1820 bis 1828 Sitz und Stimme in der württembergischen Kammer der Abgeordneten.
1828 verließ Vanotti, der zwischenzeitlich zum Kirchenrat befördert worden war, die zu seiner Heimat gewordene Donaustadt Ehingen und ging als Domkapitular nach Rottenburg am Neckar.
Vanotti wurde 1838 mit dem Komturkreuz des Ordens der Württembergischen Krone geehrt, damit war die Erhebung in den württembergischen Personaladel verbunden.

## Werke
- Ueber die Verwaltung und Verwendung des katholischen Kirchenguts im Königreich Württemberg an die landständische Versammlung. Stuttgart, 1816.
- Über den Aufenthalt der Römer in dem dermaligen Oberamte Ehingen. In: Württembergische Jahrbücher für vaterländische Geschichte, Geographie, Statistik und Topographie, Jg. 1824 (I): 70–104.
- Steuerwesen in den schwäbisch-vorderösterreichischen Landen. In: Württembergische Jahrbücher für vaterländische Geschichte, Geographie, Statistik und Topographie, Jg. 1825 (II): 398–407.
- Ein Beitrag zur Geschichte der Schwenkfeldischen Sekte in Württemberg mit einem Auszug aus dem Testamente Hans Pleikart von Freyberg zu Justingen vom Jahre 1605 bis 1606. In: Württembergische Jahrbücher für vaterländische Geschichte, Geographie, Statistik und Topographie, Jg. 1827 (I): 200–218.
- Nachrichten über Witterung, Fruchtbarkeit und Preise der Naturalien, vom Jahr 1138–1659. In: Württembergische Jahrbücher für vaterländische Geschichte, Geographie, Statistik und Topographie, Jg. 1829 (I): 131–170.
- Geschichte der Oberamtsstadt Ehingen. In: Kirchenblätter für das Bisthum Rottenburg, hrsg. von Lorenz Lang, Jg. 2 (1831): 5–78.
- Zur Geschichte der Schenken von Winterstetten und der mit denselben verwandten Familien von Schmalnegg, Otterschwang und Emerkingen. In: Württembergische Jahrbücher für vaterländische Geschichte, Geographie, Statistik und Topographie, Jg. 1833 (I): 155–193.
- Entwurf einer Geschichte der Fürsten von Waldburg. In: Württembergische Jahrbücher für vaterländische Geschichte, Geographie, Statistik und Topographie, Jg. 1834 (I): 134–181 und Jg. 1834 (II): 205–368.
- Kurzer Abriß des Lebens und Wirkens Friedrich von Walters, letzten Prälaten des ehemaligen Reichsstifts Marchthal. Ehingen, 1841.
- Urkunden zur Geschichte der Grafen von Montfort und von Werdenberg. In: Archiv für schweizerische Geschichte. Zürich: Höhr, Bd. 1 (1843): 145–164.
- Genealogische Tabellen über die verschiedenen Zweige der Familien von Montfort und von Werdenberg. Belle Vue bei Konstanz: Verlagsbuchhandlung, 1845.
- Geschichte der Grafen von Montfort und von Werdenberg: Ein Beitrag zur Geschichte Schwabens, Graubündtens, der Schweiz und des Vorarlbergs. Belle-Vue bei Constanz: Verlags und Sortimentsbuchhandlung zu Belle-Vue, 1845. Unveränderter Nachdruck: Bregenz: Lingenhöle, 1988. (Digitalansicht)
- Beiträge zur Geschichte der Orden in der Diöcese Rottenburg. In: Freiburger Diöcesan-Archiv, 16 (1883): 239–252.
- Beiträge zur Geschichte der Orden in der Diöcese Rottenburg. In: Freiburger Diöcesan-Archiv, 17 (1885): 197–243.

## Ehrungen
- Johann-Vanotti-Gymnasium Ehingen, 2007 ihm zu Ehren benannt, weil er dort einige Jahre als Lehrer gewirkt hatte.